# Kızılpınar, Karakoçan
Kızılpınar là một xã thuộc huyện Karakoçan, tỉnh Elâzığ, Thổ Nhĩ Kỳ. Dân số thời điểm năm 2011 là 208 người.